# Marzio Banfi
Marzio Banfi (Bellinzona, 31 ottobre 1945) è un pittore e scrittore svizzero, attivo in Svizzera e in Italia.

## Biografia
Ultimati gli studi secondari, segue corsi di meccanica e di commercio, corsi preuniversitari a Losanna, quindi l'Istituto di Giornalismo e la Facoltà di lettere all'Università di Friburgo, alternando periodi di lavoro in varie professioni.
Prima menzione letteraria nel 1963, concorso Gandria-Ticino-Europa. Nel 1967, Premio "L'autore del mese", Editoriale Kursaal, Firenze, e pubblicazione di "Ed amaro ride il vento", poesie.
Nel 1970, segnalazione d'acquisto dell'originale televisivo "Sul ponte dei perché", al concorso della TSI, pubblicato nel 1975 su Cenobio, 3-4.
Dal 1970 si dedica anche all'attività di pittore, e vive tra Gentilino-Collina d'Oro (Svizzera) e Genova.
Come poeta e scrittore riceve in seguito, con altre opere, vari riconoscimenti tra i quali il 1º Premio, Trofeo, al Premio Città di Venezia del 1983, all'Excelsior al Lido di Venezia.
Nella pittura, nelle opere dei primi anni Settanta, emergono fantasmi e simulacri, ombre dai contorni incerti, con titoli come simbolo, totem, draghi, cavalieri e baccanti, magma, paesaggi, figure e animali nel magma (Baden 1972, Ponte Tresa 1975). Seguono immagini simboliche insepolte nella coscienza, con i "paesaggi" e le "figure" sempre del 1975-1976 (Galleria L'Elicottero, Lugano; Art 7, Basilea). Seguono "Proiezione Archetipo", dove i paesaggi dell'anima ribollono in stato di perenne fluidità (Grand Prix Mediterranée 1984; "Arte-Stampa", Palazzo Venezia, Roma 1984; Galleria San Vidal, Venezia 1985).
Nelle mostre del 1987 (San Vitale, Bologna; Expo-Arte Bari), la pittura si fa più materica e porterà poi ai "Materici-attraversando l'inconscio collettivo" della Mostra Omaggio della Città di Venezia, della Provincia di Venezia e della Regione Veneto, al Centro d'Arte San Vidal, Venezia (1989).
Anche le opere esposte nelle mostre successive fanno parte dei "Materici", senza mai smarrire il suo forte attaccamento alla natura, che costituisce la base della sua pittura neoinformale (Biennale internazionale dell'arte contemporanea di Firenze, 1997; "Gli scenari dell'inconscio", 2003 e "Generazione anni quaranta" 2005, Museo delle eccellenze artistiche e storiche del '900, "G. Bargellini", Pieve di Cento; varie partecipazioni, su invito, al Premio Internazionale d'Arte Sulmona, 2003, 2008, 2009, 2010 - premiato con la Medaglia della Camera dei deputati italiana - 2011, 2012, 2013, 2014 e 2015; Notte delle Arti, 2005, Rumble Tumble, 2007, Galleria Rovani 2008, a Genova; mostre veneziane al Centro d'Arte San Vidal, "Omaggio a Paolo Rizzi", 2008, "Paolo Rizzi - itinerario di un Mondo Critico", 2010, "Biennale a Confronto, settembre 2011", "Moleca d'Oro San Vidal 2012, Riconoscimento all'attività artistica", "Arte Carnevale 2013", targa del Leone d'Oro alla carriera, "Biennale a Confronto 2013", Arte Carnevale 2014, Medaglia d'Oro "Testimonial", Primavera San 
Vidal 2014, Galleria San Vidal, Gli artisti di ieri e di oggi, "Biennale a Confronto 2015", con presentazione del volume "SAN VIDAL. ARTISTI IERI E OGGI").
Continua il ciclo delle mostre veneziane con "Aprile Arte San Vidal 2016", "Arte Estate San Vidal 2016", "Premio Venezia San Viidal 2016, riconoscimento all’attività artistica", "Carnevale San Vidal 2017", "Immaginario Collettivo", "Biennale a Confronto - Arte chiama Arte 2017","Sotto il Segno dell’Arte", "L'incanto del Gesto", "Mutazioni", "Archetipi", "Padiglione UCAI Nazionale, Premio alla Carriera 2019".
Nel 2009, ne scrive, in un approfondito studio nella sua "Storia dell'Arte italiana del '900 per generazioni", Giorgio Di Genova (volume VI, tomo II, Edizioni Bora, Bologna, Italia).

## Mostre personali
- 1972: Galerie 7, Baden (Svizzera)
- 1975: Galleria al Ponte, Ponte Tresa (Svizzera)
- 1975: Galleria L'elicottero, Lugano (Svizzera), maggio
- 1975: Galleria L'elicottero, Lugano (Svizzera), novembre
- 1983: Studio d'arte Marzio Banfi, Gentilino (Svizzera)
- 1985: Galleria San Vidal, Venezia (Italia)
- 1986: Galleria Paradiso, Grono (Svizzera)
- 1986: Studio d'arte Marzio Banfi, Gentilino (Svizzera)
- 1987: Galleria San Vitale, Bologna (Italia)
- 1987: Studio d'arte Marzio Banfi, Gentilino (Svizzera)
- 1989: Centro d'arte San Vidal, Venezia (Italia)
- 1991: Ca' di Sotto, Gentilino (Svizzera)
- 2001: Galleria San Vidal, Scoletta San Zaccaria - saletta, Venezia (Italia)
- 2003: MAGI'900, Museo d'arte delle Generazioni italiane del '900 "G.Bargellini", Pieve di Cento (Italia)
- 2005: "Notte delle Arti", Genova (Italia)
- 2007: Rumble Tumble, Genova (Italia)
- 2013: Centro d'Arte San Vidal, Venezia (Italia) - in occasione di "Biennale a Confronto 2013"
- 2019: Padiglione UCAI Nazionale, Spazio S V, Centro espositivo San Vidal, Scoletta San Zaccaria, Venezia (Italia)

## Rassegne e mostre collettive
- 1973: Galerie Burdeke, Zurigo (Svizzera)
- 1976: Art 7, Basilea (Svizzera) con la Galleria L'elicottero
- 1984: "Grand Prix Méditerranée", mostra itinerante artistica europea in Italia, Benevento (Rocca dei Rettori), Avellino (Biblioteca Provinciale), Caserta (Galleria Europa), Napoli (Sala Valeriana e Castel dell'Ovo)
- 1984: "Rassegna d'arte figurativa moderna", Hotel Savoy, Roma (Italia)
- 1985: "Quinta Biennale Mare di Roma", Saloni della Cej, Roma (Italia)
- 1986: "More-Ljudi-Obala", Muzej Grada, Sibenika (ex Jugoslavia)
- 1987: "Expo-arte Bari" (Italia), con la Galleria San Vitale
- 1989: "More-Ljudi-Obala", Muzej Grada, Sibenika (ex Jugoslavia)
- 1989: "L'arte tra storia e natura", a cura di Paolo Rizzi, Manlio Vigorelli, Cesare Ruffatto, Vilmo Bertolini, Fiera di Padova (Italia)
- 1994: "14 pittori, incisori e scultori per un messaggio europeo", a cura di Paolo Rizzi, Centro d'arte G.B.Tiepolo, Udine (Italia)
- 1996: "Dalla natura al simbolo", a cura di Paolo Rizzi, Centro d'arte G.B.Tiepolo, Udine (Italia)
- 1997: Invitato alla "Prima Biennale internazionale dell'arte contemporanea Città di Firenze", Palaffari, Firenze (Italia)
- 1998: "Un navigar pittoresco", a cura di Paolo Rizzi, Centro d'arte G.B.Tiepolo, Udine (Italia)
- 1999: "Quando urge la fantasia", a cura di Paolo Rizzi, Galleria Lazzaro by Corsi, Milano (Italia)
- 1999: "Cinquantesimo del Centro d'arte San Vidal", Villa Breda, Ponte di Brenta (Italia)
- 1999: Scoletta San Zaccaria, Venezia (Italia)
- 2000: "Colori e fantasia", a cura di Paolo Rizzi, Galleria Art point Black, Firenze, Italia
- 2003: Invitato al XXX Premio Sulmona, Rassegna Internazionale d'arte contemporanea, ex Convento di Santa Chiara, Sulmona (Italia)
- 2003: Invitato alla 14ª Biennale d'Arte del Friuli-Venezia Giulia, Udine (Italia)
- 2004: "Quando l'arte esprime i sentimenti", a cura di Paolo Rizzi, Associazione Culturale Gadarte, Firenze, Italia
- 2005-2006: "Generazione Anni Quaranta", a cura di Giorgio di Genova, MAGI '900, Museo d'arte delle Generazioni italiane del '900 "G.Bargellini", Pieve di Cento (Italia)
- 2008: "Omaggio a Paolo Rizzi", Centro d'arte San Vidal, Scoletta San Zaccaria, Venezia (Italia)
- 2008: Galleria Rovani, Quinto al Mare, Genova (Italia)
- 2008: Invitato al XXXV Premio Sulmona, Rassegna Internazionale d'arte contemporanea, Polo Museale Civico-Diocesano, ex Convento di Santa Chiara, Sulmona (Italia)
- 2009: "Mare Gente Lido", Museo della Città, Sebenico (Croazia)
- 2009: Invitato al XXXVI Premio Sulmona, Rassegna Internazionale d'arte contemporanea, Polo Museale Civico-Diocesano, ex Convento di Santa Chiara, Sulmona (Italia)
- 2010: Invitato al XXXVII Premio Sulmona, Rassegna Internazionale d'arte contemporanea, Polo Museale Civico-Diocesano, ex Convento di Santa Chiara, Sulmona (Italia)
- 2010: "Paolo Rizzi - Itinerario di un Mondo Critico", Centro d'arte San Vidal, Scoletta San Zaccaria, Venezia (Italia)
- 2011: Centro d'arte San Vidal, Scoletta San Zaccaria, Venezia (Italia)
- 2011: "Biennale a Confronto", Centro d'arte San Vidal, Scoletta San Zaccaria, Venezia (Italia)
- 2011: Invitato al XXXVIII Premio Sulmona, Rassegna Internazionale d'arte contemporanea, Polo Museale Civico-Diocesano, ex Convento di Santa Chiara, Sulmona (Italia)
- 2012: "Moleca d'Oro San Vidal 2012, riconoscimento all'attività artistica", Centro d'Arte San Vidal, Scoletta San Zaccaria, Venezia (Italia)
- 2012: Invitato al XXXIX Premio Sulmona, Rassegna Internazionale d'arte contemporanea, Polo Museale Civico-Diocesano, ex Convento di Santa Chiara, Sulmona (Italia)
- 2013: "Arte Carnevale San Vidal 2013", Centro d'arte San Vidal, Scoletta San Zaccaria, Venezia (Italia), Targa Leone d'Oro alla carriera
- 2013: "Biennale a Confronto 2013", Centro d'Arte San Vidal, Scoletta San Zaccaria, Venezia (Italia)
- 2013: Invitato al 40º Premio Sulmona, Rassegna Internazionale d'Arte Contemporanea, Polo Museale Civico-Diocesano, ex Convento di Santa Chiara, Sulmona (Italia)
- 2014: "Arte Carnevale San Vidal 2014", Centro d'Arte San Vidal, Scoletta San Zaccaria, Venezia (Italia) - Medaglia d'Oro "Testimonial" alla 2ª edizione della "Moleca d'Oro"
- 2014: "Primavera San Vidal 2014", Centro d'Arte San Vidal, Scoletta San Zaccaria, Venezia (Italia)
- 2014: "Artisti di ieri e di oggi", Centro d'Arte San Vidal, Scoletta San Zaccaria, Venezia (Italia)
- 2014: Invitato al 41º Premio Sulmona, Rassegna Internazionale d'Arte Contemporanea, Polo Museale Civico-Diocesano, ex Convento di Santa Chiara, Sulmona (Italia)
- 2015: "Omaggio all'Expo di Milano 2015", Centro d'Arte San Vidal, Scoletta San Zaccaria, Venezia (Italia)
- 2015: Invitato al 42º Premio Sulmona, Rassegna Internazionale d'Arte contemporanea, Polo Museale Civico-Diocesano, Sulmona (Italia)
- 2015: "Biennale a Confronto 2015": presentazione del volume "San Vidal, artisti ieri e oggi", Centro d'Arte San Vidal, Scoletta San Zaccaria, Venezia (Italia)
- 2016: "Aprile Arte San Vidal 2016", Centro d’Arte San Vidal, Scoletta San Zaccaria, Venezia (Italia)
- 2016: "Arte Estate San Vidal 2016", Centro d’Arte San Vidal, Scoletta San Zaccaria, Venezia (Italia)
- 2016: "Premio Venezia San Vidal 2016, riconoscimento all’attività artistica", Centro d’Arte San Vidal, Scoletta San Zaccaria, Venezia            (Italia)
- 2017: "Carnevale San Vidal 2017", Centro d’Arte San Vidal, Scoletta San Zaccaria, Venezia (Italia)
- 2017: "Immaginario Collettivo", Centro d’Arte San Vidal, Scoletta San Zaccaria, Venezia (Italia)
- 2017: "Biennale a Confronto - Arte chiama Arte 2017", Centro d’Arte San Vidal, Scoletta San Zaccaria, Venezia (Italia)
- 2017: "Sotto il Segno dell’Arte", Centro d’Arte San Vidal, Scoletta San Zaccaria, Venezia (Italia)
- 2018: "L'incanto del Gesto", Centro d’Arte San Vidal, Scoletta San Zaccaria, Venezia (Italia)
- 2019: "Mutazioni", Centro d’Arte San Vidal, Scoletta San Zaccaria, Venezia (Italia)
- 2019: "Archetipi", in memoria di Titta Bianchini, Spazio S V, Centro Espositivo San Vidal, Scoletta San Zaccaria, Venezia (Italia)
- 2019-2020: "Babele", per i 70 anni del Centro San Vidal, 66ª esposizione del Miniquadro. Spazio S V, Centro Espositivo San Vidal, Scoletta San Zaccaria, Venezia (Italia)
- 2020: "RESTART", Omaggio a Franco Zannini. Spazio S V, Centro Espositivo San Vidal, Scoletta San Zaccaria, Venezia (Italia)
- 2020: "NEBULAƎ", Ciclo 1. Spazio S V, Centro Espositivo San Vidal, Scoletta San Zaccaria, Venezia (Italia)
- 2021: "ASTRAZIONI", Spazio S V, Centro Espositivo San Vidal, Scoletta San Zaccaria, Venezia (Italia)
- 2022: "MISCELLANEA", Spazio S V, Centro Espositivo San Vidal, Scoletta San Zaccaria, Venezia (Italia)

Dal 1985, ogni anno è presente tra gli invitati alla "Fiera del piccolo quadro", Galleria San Vidal, Venezia (Italia), dove è spesso citato su giornali e riviste, con Carena, Guidi, Saetti, eccetera.

## Premi per la pittura
- 1982: La "Quercia d'Oro", Premio alla cultura, Venezia-Mestre (Italia)
- 1984: "Grand Prix Méditerranée", terzo premio sezione avanguardia, Castel dell'Ovo, Napoli (Italia)
- 1984: Trofeo Pietro Gorgolini, Roma (Italia)
- 1985: Targa PIurismo, "Quinta Biennale Mare di Roma", Roma (Italia)
- 1989: Targa Regione del Veneto, Targa Provincia di Venezia, Targa Comune di Venezia, in occasione dell'esposizione al Centro d'Arte San Vidal, Venezia (Italia)
- 1989: Targa Galleria San Vidal, in occasione della "Fiera del piccolo quadro", Venezia, (Italia)
- 1998: Targa Città di Udine, Udine (Italia)
- 2003: Targa Regione Friuli-Venezia Giulia, Premio alla carriera, alla 14ª Biennale d'Arte del Friuli-Venezia Giulia, Udine (Italia)
- 2010: Medaglia del Presidente della Camera dei Deputati, al XXXVII Premio Sulmona, Rassegna Internazionale d'Arte Contemporanea, Sulmona (Italia)
- 2012: Targa Moleca d'Oro San Vidal 2012, Riconoscimento all'attività artistica, Centro d'Arte San Vidal, Venezia (Italia)
- 2013: Targa Leone d'Oro alla carriera, Centro d'Arte San Vidal, Venezia (Italia)
- 2014: Medaglia "Testimonial" alla 2ª edizione della "Moleca d'Oro San Vidal", Venezia (Italia)
- 2016: Premio Venezia San Vidal 2016, riconoscimento all’attività artistica, Centro d’Arte San Vidal, Venezia (Italia)
- 2019: Premio alla Carriera 2019, Padiglione UCAI NAZIONALE, Spazio S V, Centro Espositivo San Vidal, Scoletta San Zaccaria, Venezia (Italia)

## Marzio Banfi nei musei
- MAGI '900 di Pieve di Cento (BO)

## Opere letterarie
- 1967: Ed amaro ride il vento, poesie, Editoriale Kursaal, Firenze (Italia)
- 1970: Étranger en Suisse, scénario de film, Institut de Journalisme de l'Université de Fribourg (Svizzera)
- 1972: Muri e nebbia, poesie, Banfi Editore, Gentilino (Svizzera)
- 1974: Impotenza e stupore, romanzo, Banfi Editore, Gentilino (Svizzera)
- 1975: Sul ponte dei perché, originale televisivo, Cenobio 3-4, Vezia (Svizzera)
- 1983: La clessidra, poesie, Banfi Editore, Gentilino (Svizzera)
- 1984: Zero Aperto, poesie, prefazione di Sandro Gros-Pietro, risvolto critico di Liana de Luca, Genesi Editrice, Torino (Italia)
- 1993: Poesia (1967-1993), poesie, prefazione di Giorgio Barberi Squarotti, Genesi Editrice, Torino (Italia)
- 2004: Avevi, poesie e tecnica mista, Edizioni d'arte Mauama, Carona (Svizzera)

## Premi letterari
- 1963: Menzione "Gandria-Ticino-Europa", poesia, Lugano (Svizzera)
- 1967: Premio "L'autore del mese", poesia, Editoriale Kursaal, Firenze (Italia)
- 1970: Raccomandazione d'acquisto al Concorso per originali televisivi della Televisione della Svizzera Italiana, Lugano (Svizzera)
- 1971: Premio "Città di Novara", poesia, terzo ex aequo, Novara (Italia)
- 1982: Premio "Città di Milano", poesia, finalista, Milano (Italia)
- 1982: La "Quercia d'Oro", premio alla cultura, Venezia-Mestre (Italia)
- 1983: Premio "Città di Venezia", poesia, primo premio, Trofeo, Venezia (Italia)
- 1986: Premio "Città di Venezia", poesia, terzo premio, Targa, Venezia (Italia)
- 1988: Premio "Città di Moncalieri", poesia, segnalato speciale, Moncalieri (TO) (Italia)
- 1998: Premio "Firenze", poesia, finalista, Firenze (Italia)